# Ed Book
Edward Frank Book, detto Ed (Buffalo, 23 settembre 1970), è un ex cestista statunitense naturalizzato neozelandese.

## Carriera
Con la Nuova Zelanda ha partecipato ai Giochi olimpici di Atene 2004, ai Campionati mondiali del 2002 e a due edizioni dei Campionati oceaniani (2003, 2005).